# Maruša Seničar
Maruša Seničar (Lubiana, 5 maggio 1997) è una cestista slovena.

## Carriera
Con la Slovenia ha disputato due edizioni dei Campionati europei (2019, 2021).